# Paraskeví Christofilopoúlou
Paraskeví « Évi » Christofilopoúlou (grec moderne : Παρασκευή «Εύη» Χριστοφιλοπούλου), née à Athènes, est une femme politique grecque.

## Biographie
Aux élections législatives grecques de janvier 2015, elle est élue députée au Parlement grec sur la liste du Mouvement socialiste panhellénique dans la circonscription de l'Attique. Le 29 janvier 2024, elle rejoint Nouvelle Démocratie, déclarant son soutien au Gouvernement Kyriákos Mitsotákis II.